# Square du Quai-de-la-Gironde
Le square du Quai-de-la-Gironde est un square du 19e arrondissement de Paris.

## Situation et accès
Le site est accessible par le quai de la Gironde.
Il est desservi par la ligne 7 aux stations Corentin Cariou et Porte de la Villette et par la ligne 3b du tramway d'Île-de-France à cette dernière station.